# Vovčansk
Vovčansk (ukrajinsky Вовчанськ; rusky Волчанск – Volčansk, , což znamená město vlků) je opuštěné město v Charkovské oblasti na Ukrajině. Po administrativně-teritoriální reformě v červenci 2020 patří do Čuhujivského rajónu, do té doby bylo centrem Vovčanského rajónu. Leží na březích Vovči, která se nedaleko města vlévá do Severního Doňce. 60 km na severovýchod od Charkova a 40 km na jihovýchod od ruského Bělgorodu. Ruská hranice se nachází necelých 6 km na sever od centra města. Vovčanskem prochází železniční trať z Bělgorodu do Kupjansku. Městu stabilně ubývali obyvatelé, v roce 2001 v něm žilo 20 848 obyvatel (z toho 83 % Ukrajinci, 14 % Rusové a 3 % ostatní), v roce 2022 v něm žilo 17 459 osob. 
Během druhé ruské ofenzívy na Charkov v rámci ruské invaze na Ukrajinu bylo město silně zdevastováno a od 10. 4. 2024 o něj obě strany vedou těžké boje. Frontová linie prochází samotným centrem města. Z původních více než 17 tisíc obyvatel zůstalo pouze v okrajových částech města okolo 300 osob. Zničeny byly takřka všechny budovy v centru a podél frontové linie. 

## Dějiny
- První novodobá osada zde vznikla v roce 1674 kdy Bělgorodský klášter poskytl toto území ukrajinským migrantům z Dnipru.
- 1780 byla osada oficiálně pojmenována a dostala administrativní status v rámci Charkovské gubernie.
- 1896 byla do města přivedena železnice.
- 1918 se město stalo součástí sovětské republiky Donets-Krivoy Rog.
- V rámci Holodomoru (jinak též Ukrajinskému hladomoru) mezi lety 1932-1933 ve městě a jeho okolí zemřelo 1 789 osob.
- 10. června 1942 bylo město v rámci druhé bitvy u Charkova obsazeno německou armádou. Osvobozeno bylo zhruba po roce v srpnu 1943 během čtvrté bitvy u Charkova.
- 1964 byli v centru města vybudovány dva železobetonové mosty přes řeku Vovču.
- V roce 2009 zde zanikla velká mlékárna.
- V roce 2020 byl Vovčanský rajon v rámci správní reformy Ukrajiny zrušen.
- Během Ruské invaze na Ukrajinu byl Vovčansk 24. února 2022 obsazen silami Ruské federace. Město se podařilo osvobodit Ukrajinské armádě 10. září 2022 během Charkovské protiofenzívy.
- 10. května 2024 zahájila armáda Ruské federace nový útok při kterém dobyla severní oblasti města a do 15. května postoupila až do centra. Následující měsíce  probíhaly silné boje mezi ruskou a ukrajinskou armádou přičemž frontová linie vedla řekou Vovčou. Boje způsobily těžkou destrukci města a vylidnění.[2]

## Galerie

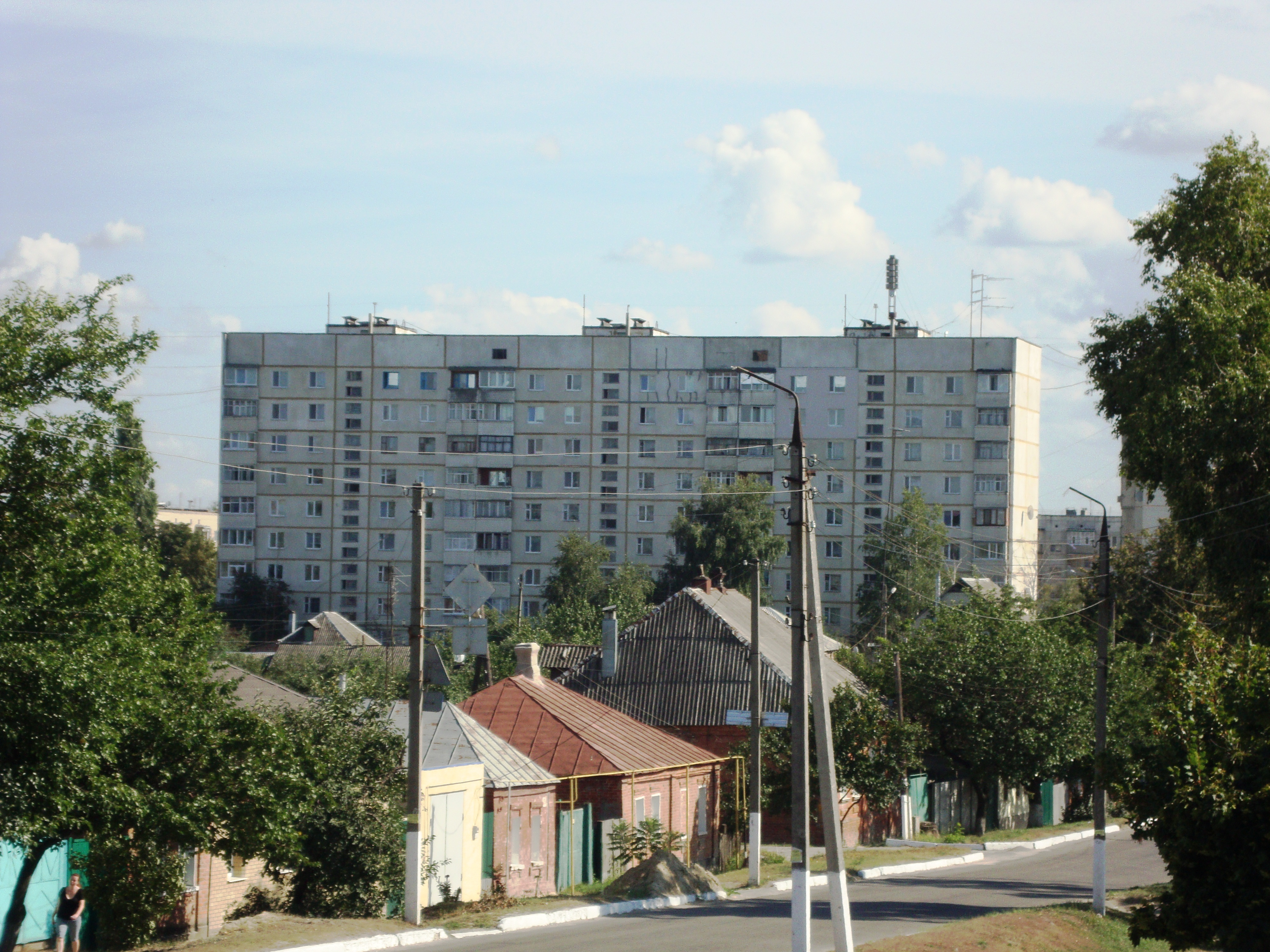
Panelový dům v centru Vovčansku
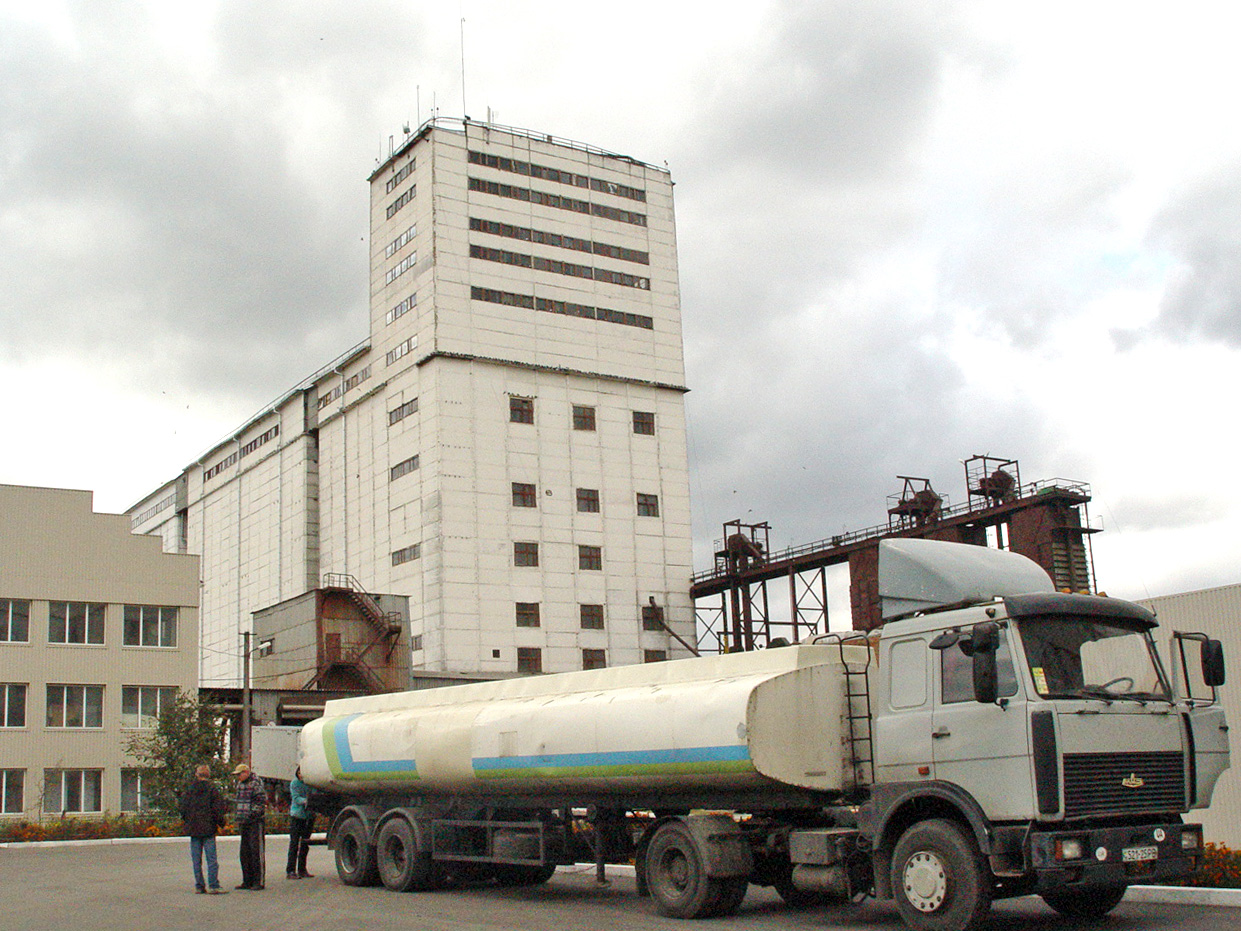
Městská mlékárna zavřená v roce 2009
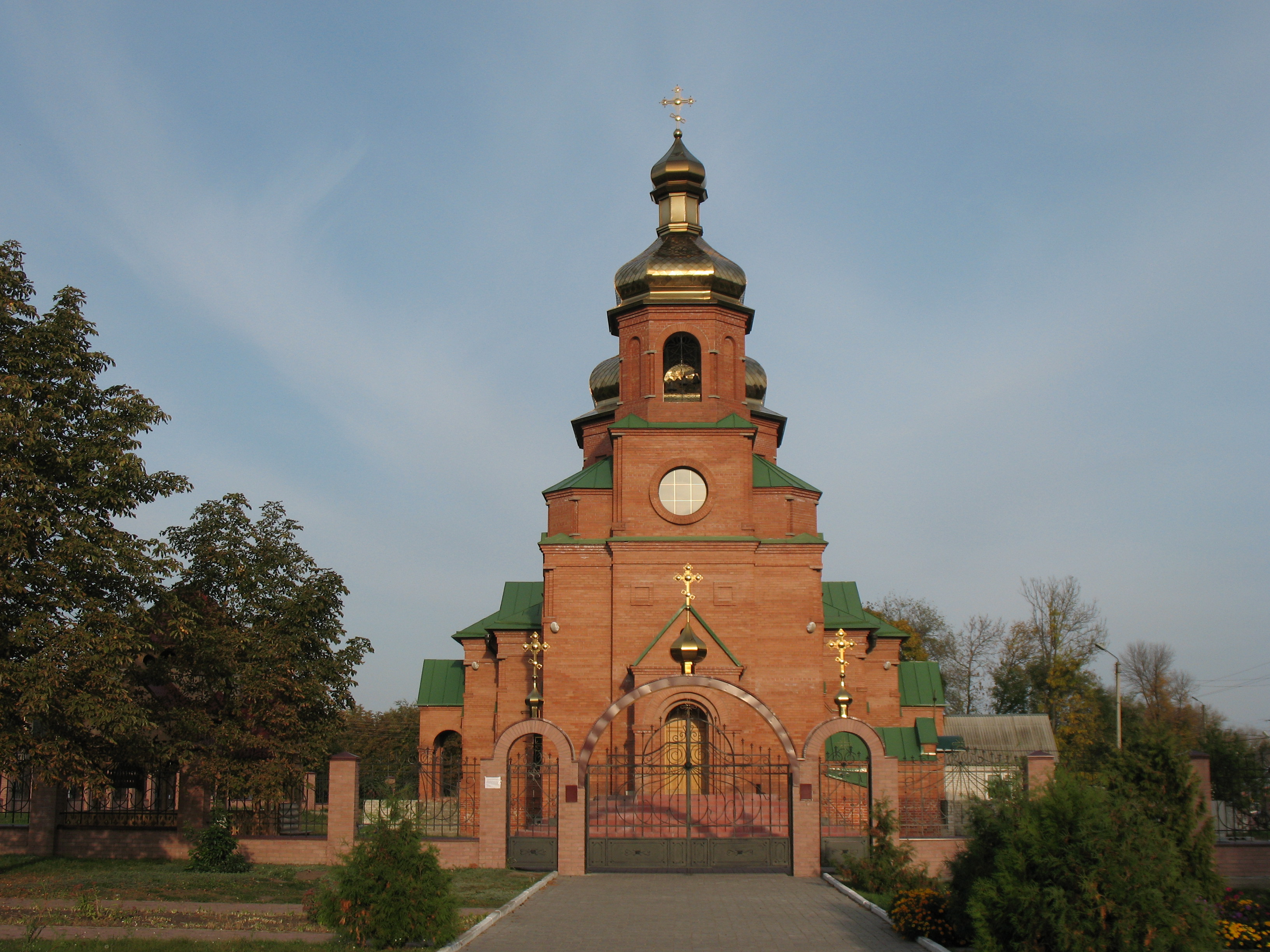
Kostel pravoslavné církve ve Vovčansku
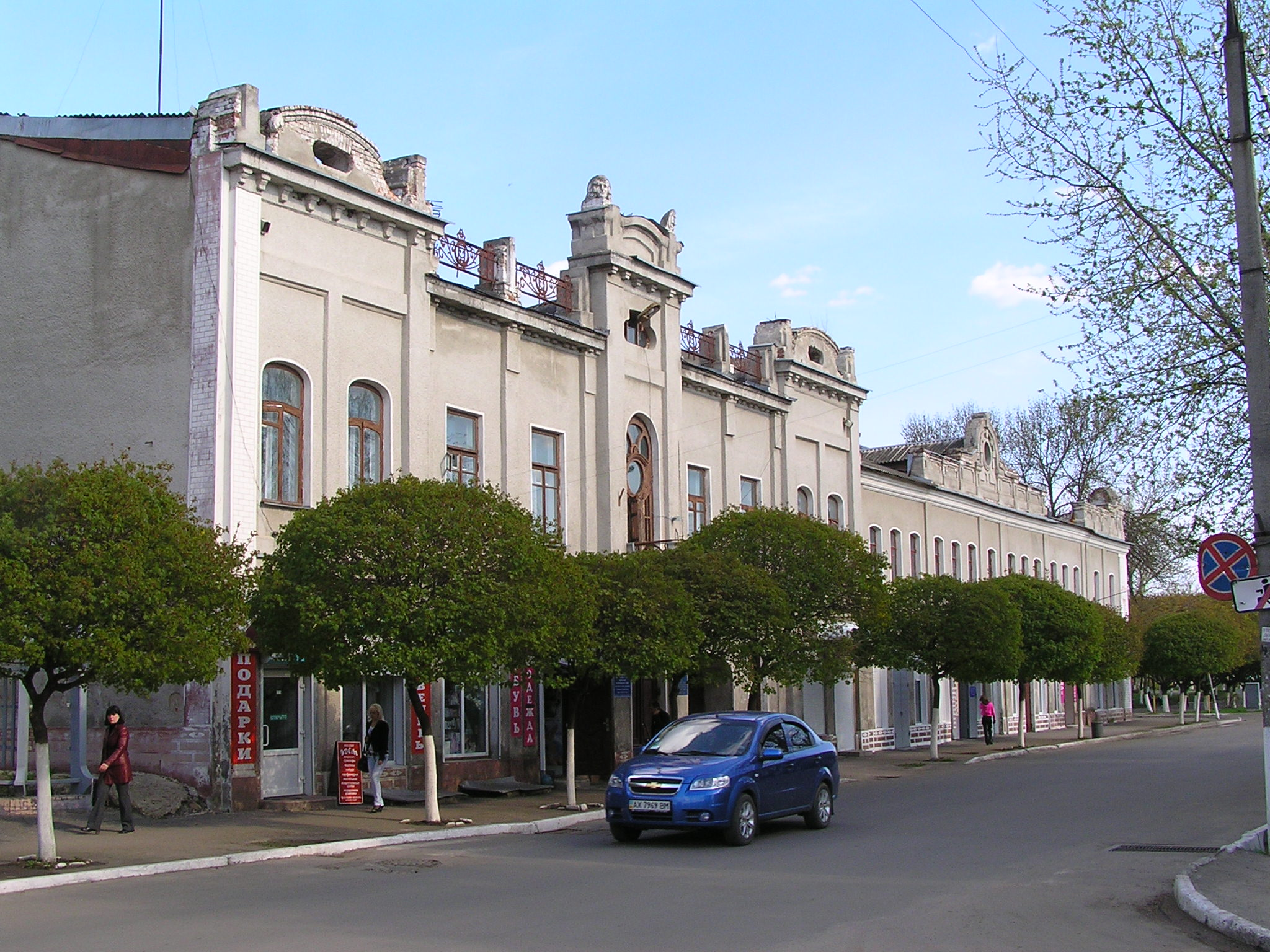
Historická budova v centru města
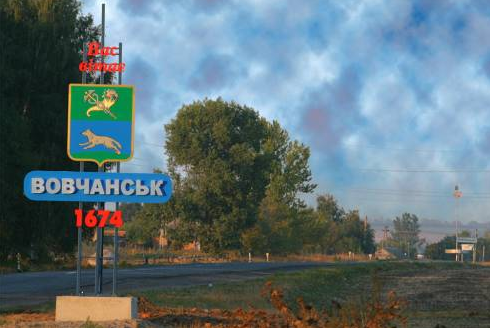
Vjezd do města